# Ondřej Boula
Ondřej Boula (* 22. listopadu 1977 Příbram) je bývalý český volejbalový hráč. Měří 195 cm a hrál na pozici nahrávače.

## Sportovní kariéra

### Klubová kariéra
Působil 1997–2004 v Dukle Liberec, poté přestoupil do nejvyšší francouzské ligy (Ligue A), kde hrál postupně v Spacer’s de Toulouse – Francie (2004 až 2008), Stade Poitevin Poitiers – Francie (2008 až 2010), Paris Volley (2010 až 2011). Poté přestoupil do nejvyšší turecké ligy. Hrál za tým Maliye Milli Piyango – Ankara, Turecko (2011 až 2013). V roce 2013 přestoupil do Uniqa Extraligy do týmu Volejbal Brno (sezona 2013/2014). V roce 2014 přestoupil do polského druholigového týmu Cuprum Lubin – Polsko (2014/2015). V roce 2015 přestoupil do druhé švýcarské ligy do týmu VBC Malters – Švýcarsko (2015 až 2017). Svoji kariéru ukončil ve Volejbal Brno (2017–2019).

### Reprezentační kariéra
Od roku 2004 nastupoval v české reprezentaci.

### Trenérská kariéra
Ondřej Boula se v roce 2019 stal trenérem ženského volejbalového týmu VK Šelmy Brno.